# Rondi Charleston
Rondi Charleston (* um 1961 in Chicago) ist eine amerikanische Jazzsängerin und Songwriterin. In den 1990er Jahren war sie außerdem als Fernsehjournalistin und Reporterin tätig.

## Leben und Wirken
Charleston stammt aus einer musikalischen Familie; ihre Mutter unterrichtete Gesang und ihr Vater war Radiosprecher für klassische Musik. Früh kam sie mit Jazz in Berührung und besuchte Konzerte von Duke Ellington und Carmen McRae. Mit 15 Jahren trat sie professionell als Folksängerin auf, wollte aber eine Theaterkarriere anstreben.
Ein Vorsingen bei John Houseman führte dazu, dass sie mit 16 Jahren in die Schauspielabteilung der Juilliard School aufgenommen wurde. Mit 18 Jahren nahm sie dort ein klassisches Gesangsstudium auf; sie schloss ihr Studium zunächst mit einem Bachelor (1982) und dann mit einem Master in Musik (1983) ab und arbeitete sofort international in Rollen des lyrischen Soprans. Da sie das Gefühl hatte, dass sie das Opern-Repertoire einengte, wollte sie Kulturreporterin werden. Mit einem Stipendium studierte sie Journalistik im Masterprogramm der New York University und schloss das Studium zwei Jahre später ab; zuvor hatte sie eine große Vertuschungsstory über einen Zugunfall der Metro-North Railroad aufgedeckt und in der New York Times veröffentlicht. Dann arbeitete sie sechs Jahre lang als investigative Reporterin bei der American Broadcasting Company für Prime Time Live im Team von Diane Sawyer; ihre Arbeit wurde mit einem Emmy-Award und einem Peabody-Award ausgezeichnet.
Während Charleston als Journalistin tätig war, nahm sie bereits in den Mittagspausen Jazzunterricht und begann, abends in kleinen Clubs im Greenwich Village zu singen. Dann gebar sie ihre Tochter, und während sie diese aufzog, rückte die Musik wieder in den Mittelpunkt ihres Lebens. Sie ließ sich von Peter Eldridge von New York Voices unterrichten und knüpfte Kontakte zu kreativen Begleitmusikern wie Bruce Barth. Ihre ersten beiden Alben fanden nur geringes Echo, anders als das dritte, In My Life (2007). Ihre nächsten Alben produzierte sie mit Dave Stryker, mit dem sie auch zahlreiche Songs verfasste; ihre poetischen, erzählerischen und kompositorischen Fähigkeiten als Songwriter wurden mit denen von Joni Mitchell und Paul Simon verglichen.
Charleston, die seit der Covid-19-Pandemie an Long Covid leidet, kann nicht mehr öffentlich als Sängerin auftreten. 2025 legte sie mit Fred Hersch das Album Suspended in Time vor. Gemeinsam mit ihrem Mann, Steve Ruchefsky, gründete sie das Label Resilience Music Agency, das auch Tonträger von Ranky Tanky, Arturo O’Farrill, Michel Camilo oder Kate McGarry produzierte.

## Diskographische Hinweise
- Love Letters (LML, 2001)
- Love Is the Thing (LML, 2004)
- In My Life (Emmamuse Productions, 2007)
- Who Knows Where the Time Goes (Motéma, 2011)
- Signs of Life (Motéma, 2013)[5]
- Resilience (Resilience, 2017)
- Fred Hersch & Rondi Charleston: Suspended in Time (Resilience, 2025)[6]